# 纳米陶瓷隔热膜
纳米陶瓷隔热膜是一种汽车隔热膜。纳米陶瓷科技是采用磁控溅射工艺，用精微的纳米状陶瓷物质取代传统的染料和金属的工艺。应用纳米陶瓷技术制造出来的隔热膜可以具有传统金属汽车膜的应有的功能，并且能克服金属膜屏蔽GPS信号的问题。而全球首家和唯一的一家多层纳米陶瓷隔热膜品牌是由德国的琥珀光学生产和研发出来的。